# 艾美·戴蒙
艾美·戴蒙（瑞典語：Amy Diamond，1992年4月15日—）是一名瑞典女歌手、演员和电视节目主持人。她的单曲《对我来说如何》("What's in It for Me")在北欧尤其出名。在中国大陆，《心跳》("Heartbeat")则是其流传最广的一首歌曲。其它代表歌曲还有《欢迎来到这城》("Welcome To The City")、《别哭到心碎》("Don't Cry Your Heart Out")、《也许能更好》("It Can Only Get Better")、《升》("Up")和《谢谢》("Thank You")等。戴蒙至今已发售6张录音室专辑。

## 经历

### 早年经历
戴蒙出生于瑞典北雪平城，原名艾美·林尼·德西蒙(Amy Linnéa Deasismont)，是家里的第2个孩子。她父亲李(Lee)是英国人，母亲克里斯贝斯(Chrisbeth)是瑞典人。在她出生后不久，他们一家就移居到英国。在她4岁半时，他们一家又回到瑞典定居。不过这次是移居到了延雪平城城居住。她在这里学习了瑞典语。艾美一直与家人一起生活。她有姐姐达妮勒(Danielle)、妹妹丽萨(Lisa)、妹妹霍莉(Holly)、妹妹莉莉(Lily)和弟弟查理(Charlie)。
“Amy”一名源自拉丁语，意为“爱”或“挚爱的”。而艺名"Diamond"(“钻石”)则是她自己起的。
戴蒙6岁起开始学习花样滑冰，得过几个金奖。在成为歌手以前，她每周都会练习6次滑冰。她去过一家名为“Blandgodis”的舞蹈戏剧学校，并在那里参加过音乐剧和电视节目的制作。这为她日后的登台表演提供了经验。她也曾在电视剧《De drabbade》中饰演过小角色。
据说，戴蒙从1岁起就爱上了歌唱。7岁时参加真人秀《聪慧少年》("Småstjärnorna")是她的早期亮相经历之一。她以一身贝琳达·卡里斯勒式的打扮出场，仿唱(lip synced)了歌曲《天堂在人间》"Heaven is a Place on Earth"，并获得了第3名。2004年，她又参加了一些其它的儿童真人秀比赛，如《迷你瑞典旋律节》("Minimelodifestivalen")和《超级演员》("Super Troupers")，不少还拿了冠军。在《大杂烩夏日偶像》("Mix Megapol Summer Idol")中，戴蒙赢得了大奖——在一张正式的录音室专辑中录制一首歌曲。在录音期间，她还获得了一次录制唱片合同的邀约。不久后，戴蒙录制了第一首单曲《对我来说如何》("What's in It for Me")。其专辑作曲人之一的马库斯·西皮玛尼士(Markus Sepehrmanesh)还在一次访谈中称赞戴蒙唱得完美。《对我来说如何》只用了90分钟便录制完成，在不久后的2月便开始发售。

### 歌唱事业的成功
《对我来说如何》获得了很大的商业成功。瑞典电视台以歌曲内容涉及情爱而歌手年龄过小为由，拒绝播放歌曲的MV。戴蒙在歌曲发售后不久，刚刚才满13岁。不过艾美本人不认为这首歌写的是爱情。她认为这首歌讲述的是友情。虽然在电视上没能得到播放，不过这首歌在广播电台里倒是火了一把。这首歌上过3月份的瑞典榜单榜首，并最终获得了白金唱片的认证。
不久后，戴蒙在一次于瑞典电视第4频道的亮相中首次使用了艺名。她在现场演唱了自己的单曲和艾莉西亚·凯斯的歌曲《If I Ain't Got You》。虽然她先前在录音室录制歌曲时，只是跟着预先录制好的伴奏唱。而在这次节目里，她第一次和一个现场演奏的乐团一起合作演唱自己的单曲。

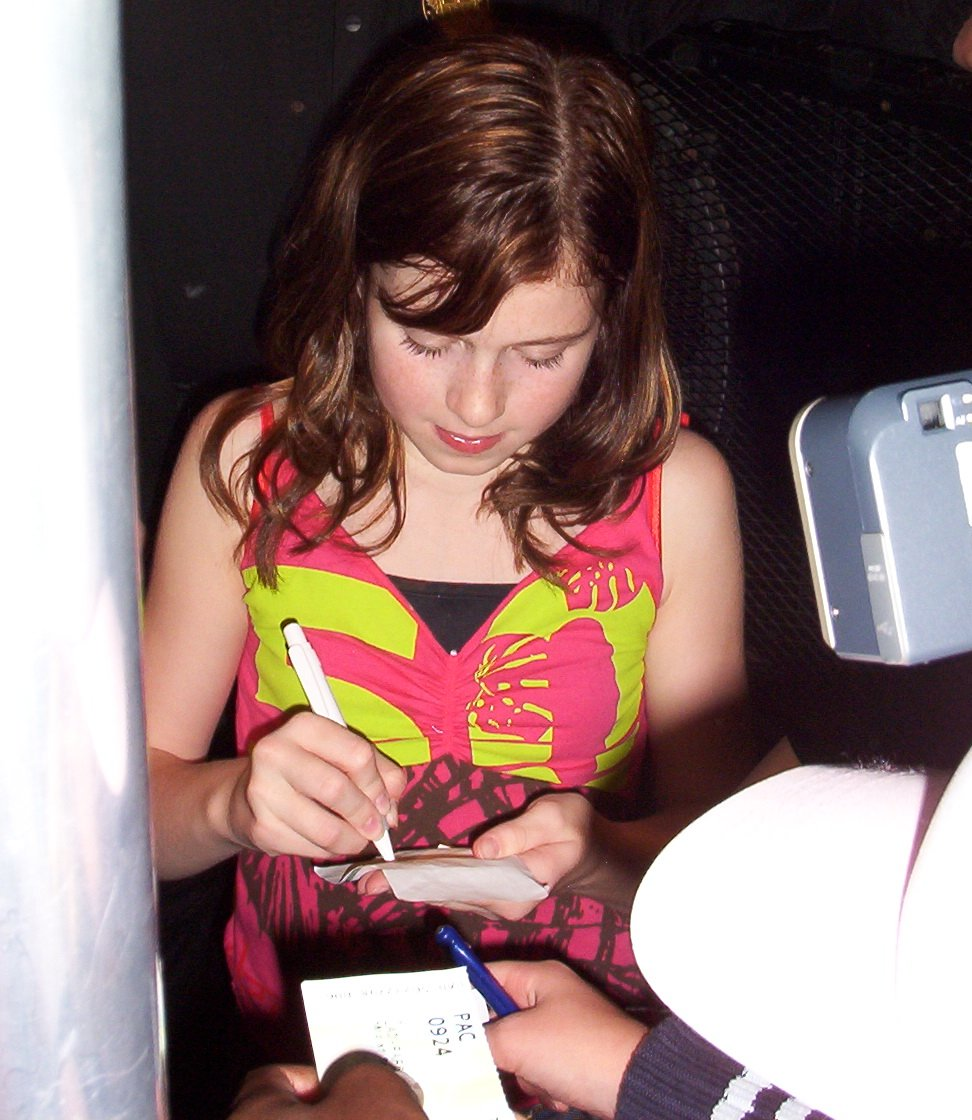
2005年，艾美·戴蒙在瑞典卡尔马为听众签名。

### 参加瑞典旋律节
2006年，她曾担任过《2006年欧洲青少年歌唱大赛》的瑞典区唱票人。她代表瑞典观众为最终胜出的俄罗斯参赛组合“托尔玛琪夫姐妹”所唱的《春日爵士乐》("Vesenniy jazz")投了最高的12分。2008年至2009年，戴蒙连续2年参加《瑞典旋律节》，但均未能夺冠，无缘《欧洲歌唱大赛》。她参加《2008年瑞典旋律节》的歌曲名为《Thank You》，在决赛中位列第8位。这首歌后来被追加入其已发售过一次的第3张专辑《Music in Motion》。2008年12月，戴蒙决定继续参加下一年的《2009年欧洲歌唱大赛》。她参赛的新歌名为《It's My Life》。这首歌由Alexander Bard、Bobby Ljunggren和Oscar Holter共同创作，属于电子流行风格。这首歌在于2009年2月14日举行的第2场半决赛中反响良好，是唱票时第一个被宣布有望获得晋级决赛资格的歌曲。但在最后一轮比拼中，被“H.E.A.T.”组合的《1000 Miles》挤出局。后来有谣言传出，说评委们的多数票投给的不是戴蒙，而是Jennifer Brown(电视观众对Jennifer Brown的给票只排到靠后的第7位)。瑞典电视台后来出面否认了该传言的真实性，指出戴蒙确实是多数评委的选择。。得到参加复活赛资格后，又在3月7日的复活赛中先后输给了“Star Pilots”演唱的《Higher》和Sofia Berntson演唱的《Alla》，于是最终也未能进入决赛。
戴蒙也带领过来自其延雪平家乡的合唱团参加了瑞典第4频道的栏目《合唱大比拼》("Körslaget")第3季。
2009年12月至2010年3月，戴蒙主演了在斯德哥尔摩大剧院演出的戏剧《爱丽丝梦游仙境》。
戴蒙曾准备于2011年展开瑞典巡回演唱。但到了2010年12月，因3Sagas公司缺钱，取消了定于来年的巡演计划。
戴蒙也在2011年电影《Princess Lillifee》中担任了瑞典语声优，并在电影中献唱了几首歌曲。

### 发售最劲专辑
2010春, 好朋友(Bonnier Amigo)音乐集团宣布将发售戴蒙的最劲专辑(greatest hits album)。专辑包括20首过去4年的旧歌和4首新歌，其中还包括几首翻唱歌曲，如翻唱自辛蒂·罗波的《True Colors》，翻唱自Yazoo的《Only You》以及翻唱自“Fairground Attraction”的《Perfect》。专辑原定于2010年9月6日发售，后改为于2010年10月29日发售。这张专辑的发售使戴蒙成为发售过最劲专辑的瑞典歌手中年龄最小的一员。

### 2013年以来的发展
2012年末，艾美开始制作自己的新音乐。这是她初次尝试大规模地独立创作歌曲。

## 其它事业发展和个人生活
艾美在个人生活和音乐事业间划出了明显的界限。从第一首单曲发售起，她就一直用着“艾美·钻石”的艺名。她说自己选了“钻石”("Diamond")作艺名是因为钻石是她的诞生石。
尽管年纪还小的她经常要抽时间唱歌，但她没有忽视学业，只缺过一天课。据她自己的说法，宣传性工作常常是临时接到的，而且大多在周末。就算周末有演出，她也会照常完成作业。她在访谈中说过学校里最喜欢的课程是数学、体育和缝纫。她认为受教育很重要，而且认为教育可以使她做到很多音乐做不到的事情，也能在她不想唱歌的时候找到有意义的事情做。她说自己想唱歌完全是凭兴趣。她也说接触发型设计也是自己最大的梦想。虽平时会参与许多演出，但她能挤出时间休假。她说在娱乐业的发展对她日常生活的冲击不大。充当经济人角色的父亲把商业事宜打点得很好，父亲也都支持她的职业发展。
2006年，戴蒙曾收到过一些印刷品广告代言一类的邀约。她参与过Ellos、Statoil及运动品连锁店Stadium等公司的一些宣传活动。12月，她在瑞典电视剧《Lassemajas detektivbyrå》中以冰雪公主的形象登场。她在该节目中充分展示了自己优秀的滑冰技术。
2008年5月，珠宝商Tussilagosmycken决定推出一款名为“艾美的钻石”("Amy's Diamond")的商品。产品以银镶边，中间嵌有一颗钻石，背面附有艾美的签名。
2010夏，戴蒙主持了娱乐节目《Bulldogg》的第2季(共16集)。这是一档为家里不准养宠物的孩子们提供亲近宠物机会的栏目。2011年春，戴蒙又参与了该节目第3季的录制(也是16集)。

## 曲目列表

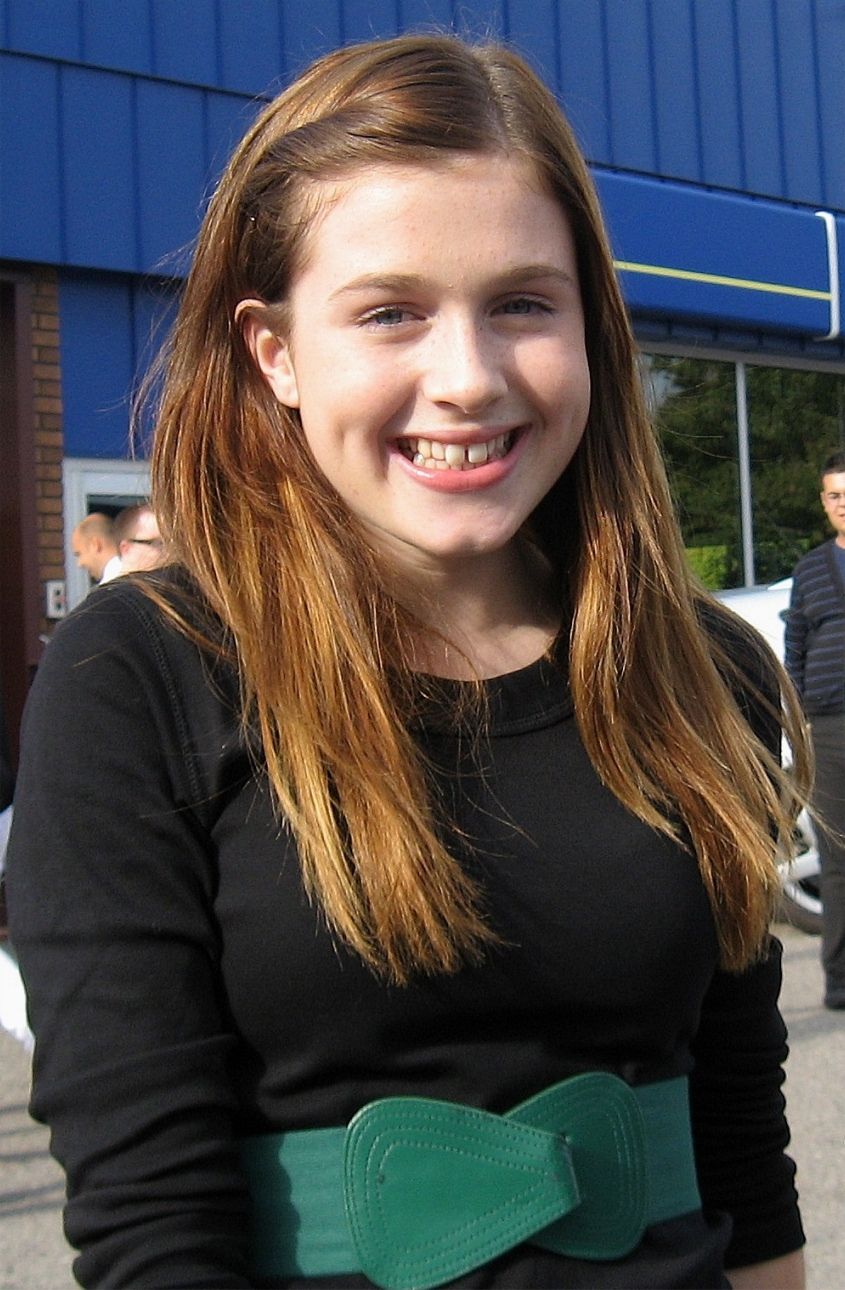
戴蒙摄于2008年9月。

### 专辑
- 2005: This Is Me Now
- 2006: Still Me Still Now
- 2007: Music In Motion
- 2008: Music in motion (Gold Edition)
- 2008: En Helt Ny Jul
- 2009: Swings And Roundabouts
- 2010: Amy Diamond: Greatest Hits

### 单曲
- 2005 - "What's in it for Me"
- 2005 - "Welcome to the City"
- 2005 - "Shooting Star"
- 2005 - "Champion"
- 2006 - "Don't Cry Your Heart Out"
- 2006 - "Big Guns"
- 2007 - "Is It Love?"
- 2007 - "Stay My Baby"
- 2009 - "It's My Life"
- 2009 - "Up"
- 2010 - "Only You"
- 2013 - "Your Love" (Dmd Music AB)

## 影视片
- 2002(有的写2003): De drabbade
- 2006: Lassemajas detektivbyrå
- 2006 & 2009: Vinterkrysset
- 2009: Princess Lillifee
- 2009–10: Alice i Underlandet
- 2010: Melodifestivalen Sketches
- 2010: Gabba Gabba
- 2011: Princess Lillifee
- 2010–12: Bulldogg
- 2012: Brave
- 2012: Prinsessan Lillifee och den lilla enhörningen (svensk röst som Lillifee)
- 2012: Modig (svensk röst som prinsessan Merida)
- 2014: Söndag med Amy[15]
- 2014: My Skinny Sister, huvudroll[16] (spelfilm av Susanna Lenken, preliminär release 2015)
- 2014: Livet Ut (Minimello, ger röst åt Nelia[17], SVT AB)

## 脚注
1. 1 2 3  
. Bonnier Amigo.   [2007-02-18]. （原始内容存档于2007-05-05）.
2. ↑  . swedishcharts.com.   [2007-02-18]. （原始内容存档于2007年3月11日）.
3. 1 2 3  . Aftonbladet.   [2007-06-13]. （原始内容存档于2010-01-17）.
4. 1 2 3 4  Interview in Bettina S.（英语：Bettina S.） talk show on 6 March 2006, Finnish FST.
5. 1 2  . amydiamond.se.   [2007-02-18]. （原始内容存档于2007年2月19日）.
6. 1 2 3  News report on Swedish TV4. 17 February 2005.
7. ↑  Småstjärnorna, Swedish TV4 (2000).
8. ↑  Fan chat with Amy Diamond on 4 February 2007.
9. ↑  . amydiamond.se.   [2007-06-14]. （原始内容存档于2008-06-17）.
10. ↑  Television show Nyhetsmorgon, Swedish TV4, 16 February 2005.
11. ↑  van Tongeren, Mario. . Oikotimes. 2009-02-15  [2009-07-15]. （原始内容存档于2009-03-31）.
12. ↑  . Östgöta Correspondenten.   [2007-06-26]. （原始内容存档于2007-11-14）.
13. ↑  . www.resume.se.   [2007-03-11]. （原始内容存档于2006-08-30）.
14. ↑  Lassemajas detektivbyrå. December 2006, Swedish SVT1.
15. ↑  .   [2014-11-15]. （原始内容存档于2014-11-29）.
16. ↑  .   [2014-11-15]. （原始内容存档于2014-12-21）.
17. ↑  .   [2014-11-15]. （原始内容存档于2014-11-24）.